# 艾莉絲卡·普熱米斯洛娃
艾莉絲卡·普熱米斯洛娃（捷克語：Eliška Přemyslovna，1292年1月20日—1330年9月28日），波希米亞王后，1310年至1330年在位。
艾莉絲卡的父親是波希米亞國王溫塞斯拉斯二世，母親是德意志國王魯道夫一世的女兒。艾莉絲卡的哥哥溫塞斯拉斯三世於1305年繼承父親的王位，卻在隔年被人謀殺；艾莉絲卡的姐夫亨利被選為下一任國王。
1310年，艾莉絲卡與德意志國王海因里希七世的長子約翰結婚。同年約翰入侵波希米亞，兩人在1311年被加冕為波希米亞國王和王后。
艾莉絲卡於1330年死於結核病，得年38歲。

## 子女
1. 瑪格麗塔（英语：Margaret of Bohemia, Duchess of Bavaria）（1313年—1341年），下巴伐利亞公爵夫人
2. 尤塔（英语：Bonne of Luxembourg）（1315年—1349年），法王查理五世的母親
3. 查理四世（1316年—1378年），神聖羅馬皇帝
4. 約翰·海因里希（1322年—1375年），德意志國王約布斯特的父親
5. 安娜（英语：Anne of Bohemia, Duchess of Austria）（1323年—1338年），早逝